# Clopotul Sigismund

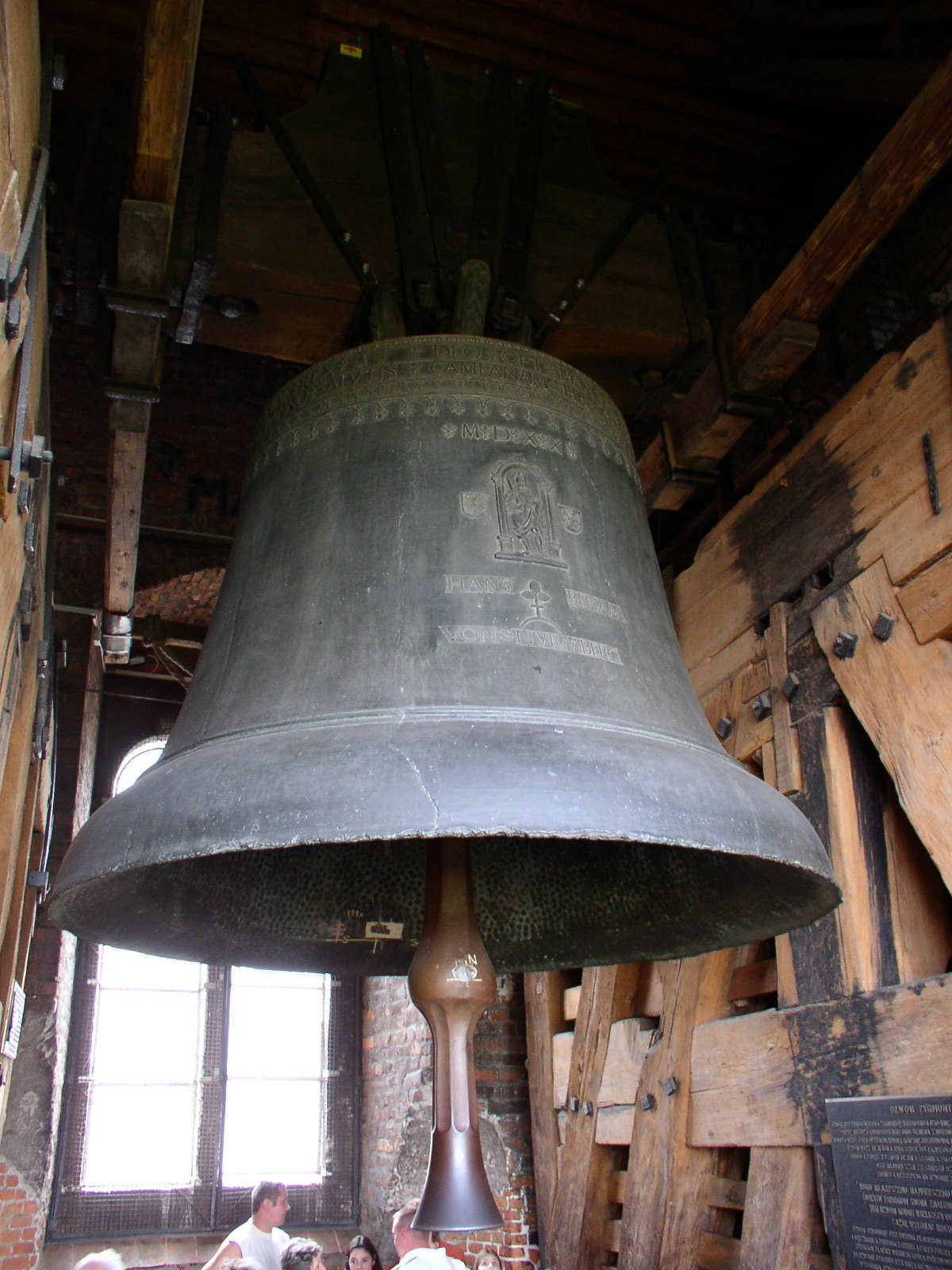
Clopotul Sigismund

Clopotul Sigismund sau Clopotul Regal Sigismund (în poloneză Dzwon Zygmunta / rólewski Dzwon Zygmunt) este cel mai mare clopot din Turnul Sigismund al Catedralei Wawel din Cracovia, Polonia.
Clopotul a fost turnat în 1520 de Hans Behem și denumit după monarhul său, Sigismund I, rege al Poloniei și mare duce al Lituaniei, care l-a comandat.
Clopotul cântărește 13 tone și are nevoie de 12 persoane ca să fie mișcat pentru a bate, cu ocazii speciale, de obicei religioase sau sărbători naționale. Clopotul este considerat simbol național al Poloniei. Se bate clopotele cu ocazia unor evenimente importante pentru Cracovia și Polonia, inclusiv convocat la 5 ianuarie 2023 - XV. Benedict la Vatican.